# Volksbank Trier Eifel
Die Volksbank Trier Eifel eG ist eine Genossenschaftsbank mit Sitz in Trier. Sie entstand im Juni 2024 als Fusion der Volksbank Trier mit der Volksbank Eifel. Das Geschäftsgebiet liegt im Wesentlichen in der Stadt Trier, im Landkreis Trier-Saarburg, im Eifelkreis Bitburg-Prüm und im Landkreis Vulkaneifel. Die Bank hat über 77.000 Mitglieder.

## Geschichte

### Geschichte der Volksbank Trier
Die Volksbank Trier entstand aus 77 Einzelbanken, die bis auf das Jahr 1904 zurückgehen. Es gab zahlreiche Fusionswellen. Zuletzt fusionierten die Volksbank Trier und die Volksbank Hochwald-Saarburg zum 1. Januar 2015 zur Volksbank Trier.

### Geschichte der Volksbank Eifel
Die Ursprünge der Volksbank Eifel eG reichen ins Jahr 1863 und der Gründung des Bitburger Credit-Vereins zurück. 1942 entstand daraus der Bitburger Bankverein eGmbH, 1970 nach der Fusion mit der Raiffeisenbank Bollendorf die Volksbank Bitburg eG. 2002 kam es zum Zusammenschluss mit der Raiffeisenbank Biersdorf eG, 2006 mit der Raiffeisenbank Neuerburg-Land eG, 2010 mit der Raiffeisenbank östliche Südeifel eG und 2016 mit der Volksbank Eifel Mitte eG. Seit der Fusion der Volksbank Bitburg eG mit der Volksbank Eifel Mitte eG im Jahr 2016 heißt die Bank Volksbank Eifel eG. Im Jahre 2022 fusionierte die Volksbank Eifel eG mit der Raiffeisenbank Irrel eG.

## Regionaldirektionen
1. Regionaldirektion Bitburg-Südeifel
2. Regionaldirektion Hermeskeil-Saarburg
3. Regionaldirektion Prüm-Gerolstein
4. Regionaldirektion Schweich
5. Regionaldirektion Trier

## Verbundpartner
- Bausparkasse Schwäbisch Hall
- DZ Bank
- DZ Privatbank
- EasyCredit
- R+V Versicherung
- Union Investment
- VR Smart Finanz
- DZ Hyp
- Münchener Hypothekenbank

## Aktivitäten und Profil
Die Volksbank Trier Eifel eG bildet zum Bankkaufmann/-frau aus, bietet Studienplätze zum Bachelor of Arts (B.A.) an und bildet zum Informatikkaufmann/-frau aus.

## Rechtsgrundlagen
Rechtsgrundlagen der Bank sind das Genossenschaftsgesetz und die Satzung. Die Organe der Genossenschaftsbank sind der Vorstand, der Aufsichtsrat und die Vertreterversammlung. Die Bank ist der amtlich anerkannten BVR Institutssicherung GmbH und der zusätzlichen freiwilligen Sicherungseinrichtung des Bundesverbandes der Deutschen Volksbanken und Raiffeisenbanken e.V. (BVR) angeschlossen.